# General Santos International Airport

i8
i11
i13
Der General Santos International Airport (IATA-Code: GES, ICAO-Code: RPMR), auch als General Santos City Airport bezeichnet, ist ein regional operierender Verkehrsflughafen des Inselstaates Philippinen und befindet sich im Süden der zweitgrößten Insel Mindanao.
Der General Santos International Airport ist ungefähr 14 Kilometer vom Geschäftszentrum in General Santos entfernt. Die 6 Kilometer lange Philippine-American Friendship Road und die 30 Kilometer lange General Santos Diversion Road verbinden den Flughafen mit dem Pan Philippine Highway und führen zur Stadt sowie den benachbarten Provinzen.

## Struktur
Der General Santos International Airport hat eine 3.227 Meter lange beleuchtete Start-/Landebahn 17/35. Diese wurde aus Stahlbeton und Schotter errichtet. Die Startbahn ist die drittlängste auf den Philippinen nach der Startbahn 06/24 vom Ninoy Aquino International Airport und der 04/22 vom Mactan-Cebu International Airport, die auch für den Airbus A380 geeignet ist.

## Fluggesellschaften und Flugziele
| Fluggesellschaft                                 | Flugziele                             |
| ------------------------------------------------ | ------------------------------------- |
| Cebu Pacific                                     | Cebu, Iloilo, Manila                  |
| Leading Edge                                     | Clark, Zamboanga                      |
| Philippine Airlines                              | Manila                                |
| Philippine Airlines durchgeführt von PAL Express | Cebu, Davao (ab 1. Juni 2020), Iloilo |
| Philippines AirAsia                              | Cebu, Clark, Manila                   |